# ノンバイナリーの人々に対する差別
本項ではノンバイナリーの人々に対する差別（ノンバイナリー の ひとびと に たいする さべつ）について解説する。
ノンバイナリー（日本語においてはXジェンダーとも）、または男性と女性のいずれも自認しない人に対する差別は、社会・法・医療の現場において発生しうる。シスジェンダー・トランスジェンダーの人々のみならず、レズビアン・ゲイ・バイセクシャルの人々もノンバイナリーを差別する側となりうる。

## 社会的差別
性別二元制に同意する人々にとって、ジェンダー・クィアネスは混乱させるもの、または存在しないものとなりうる。
ノンバイナリーに対する差別における社会的差別には、憎悪にもとづく暴力や、憎悪に関する弁明が含まれる。2016年に学術雑誌『ジャーナル・オブ・セックス・リサーチ』が行った研究によれば、ジェンダークィアに対する差別としてもっとも一般的なものは、希望する代名詞の誤用である。同研究において「ノンアファーメーション」と定義されたこの行為は、他者が自分の性自認の感覚を肯定しなかった場合に発生する。ミスジェンダリングによる負の影響は十分に立証されている。2018年にアメリカ心理学会が公開した研究によれば、ミスジェンダリングと不安・抑うつ・ストレスの間には明らかな相関が認められた。他人からのたび重なるミスジェンダリング――クロニック・ミスジェンダリングとも呼ばれる――は、トランス当事者に外出を思いとどまらせるほどに、上述のストレス要因を増幅させる可能性がある。
2016年の研究に参加した人々は、性別威圧（ジェンダー・ポリシングとも）の経験について語っている。とくに幼少中高期教育（K-12）では、性別威圧が組織的なレベルで行われている。学校における組織的な性別威圧が行われる現場として、男女別トイレがある。学術雑誌『ジャーナル・オブ・ゲイ・アンド・レズビアン・サービシズ』に掲載された研究によると、トランスジェンダーの学生のうち23.9%（1836名中439名）が、トランスジェンダーまたはジェンダー・ノンコンフォーミングであることを理由に、性自認と一致したトイレあるいは寮の使用が認められなかった。学術雑誌『バイオレンス・アンド・ジェンダー』に掲載された研究は、暴力にさらされた経験と差別は高いストレス状態をもたらすと主張している。本研究はまた、ノンバイナリーの研究参加者の集団はトランス男性の集団に比してヘイトスピーチにさらされる可能性が低いが（24.4%対50%）、トランス女性の集団と比較した場合ほぼ同等（24.4%対24.4%）であった。その一方で、ジェンダークィア、ノンバイナリーの集団は、トランス女性の集団とともに、トランス男性に比して自分や他者の安全について懸念をいだく可能性が高いと報告している。ノンバイナリーの参加者たちは、バスルームのような性別二元的な空間を利用することに困難を感じており、そのような空間に入る際に受ける目視検査、質問、ハラスメントについて調査側に訴えた。ダグラス・シュロックによる2019年の論文によれば、インタビューを受けた当事者たちは、恐怖に満ちた対応をうけたり、自身の外見や両性具有性について謝罪することを迫られたほか、口論や、極端な例においては、疑心暗鬼になった他人が自分のトイレの個室に押し入ろうとしたことについて語った。ある定量的調査によると、トイレ差別は、差別を受けた側が自殺を考えたり、自殺を試みる可能性を著しく高めることが明らかになった。また、同調査では、調査対象の青少年のうち、自認する性別に合ったトイレへのアクセスを拒否された回答者群の60%が自殺を考えていることが判明した。
トランスの若者の自殺率の高さについて誤解を招く解釈により、トランスが子どもにとって有害であるとか、トランスを精神疾患であると位置づける言説が存在する。無知であれ悪意であれ、トランスを自殺や精神疾患にのみ結びつけることは、最良の場合でトランスアイデンティティの重要性や人生・人格の肯定性を低下させ、最悪の場合にはトランスの存在を意図的に攻撃・否定する効果を持つ、誤った表現である。

### アメリカ合衆国における社会的差別
2008年から2009年にかけトランスジェンダーの平等のための国立センター（NCTE）と全米 LGBTQ 専門委員会は全米トランスジェンダー差別調査（以下NTDS）をおこなった:12–15, 50。この調査に回答したおよそ6450名のトランスジェンダーとジェンダー・ノンコンフォーミングの回答者のうち、864名（13%）が性自認についての質問で、「自認する性別（ジェンダー）が選択肢にありません（具体的に記述してください）」とする記入回答を選択した:16。参加者らによるこれらの回答は、2011年の雑誌論文『自認する性別が選択肢にありません：全米トランスジェンダー差別調査における、ジェンダークィア、ジェンダー反逆者、そしてその他の人々』において分析が行われた。同論文により、「自認する性別が選択肢にありません」(以下Q3GNL)と回答した人々は、NTDSの他の回答者群と比較してより身体的攻撃（32%対25%）と性的暴行（15%対9%）に晒されるリスクが高いことが報告された:23。

## 職場での差別

### アメリカ合衆国における職場での差別
NTDSによれば、ほぼ全てのノンバイナリーの人々が職場における差別を経験している。同調査によって、ノンバイナリーであることを公表することは、その人の雇用達成にマイナスの影響を与えることがわかった。何かしらジェンダーを自認する人々と比べノンバイナリーの人々が高い失業率にあるにもかかわらず、男性として見られる男性的なノンバイナリーや、「女性としてパス」していない当事者は、一般としてより厳しい職場環境に置かれている。反トランスジェンダー的な偏見により、Q3GNLの19%が失職している。これは、他の回答者（27％）より少ない割合であった:8。
職場でのトランスジェンダーに対する差別は、トランスジェンダーの被雇用者にたいしてのみならず、職場のチームにも影響し、被害者と加害者を業務の進行をさまたげる。アメリカ合衆国のトランスジェンダーは、トイレの使用や、社会的性別移行にたいする反感・反発、同僚からのミスジェンダリングなどに関する職場での差別に直面することが多い。シンクタンク、アメリカ進歩センターの行った2012年の調査で、トランスジェンダー・コミュニティに対する公的無知が、LGBコミュニティに対するものと比較してより深刻であることは明らかとなった。このトランスジェンダーに対する社会一般の無知により、メンタルヘルス格差、高い自殺未遂率、公共空間での不安など、トランスジェンダーにとって心理的な悪影響がもたらされる。

## 軍隊での差別
アメリカ合衆国の軍隊における、アメリカ陸軍体力試験をはじめとした体力測定では、ジェンダー・ノーミングにもとづいて男性向けまたは女性向けの合格基準のみが存在する。トランスジェンダーの平等のための国立センターはアメリカ国防総省に対し、「ノンバイナリーを自認するトランスジェンダーの軍人が、その性自認に合致したあり方で勤務することを認める政策を国防総省が採用する」よう呼びかけた。

## 医療現場での差別
ノンバイナリーを取り巻く医療の状況は、それぞれの国の法律や社会制度などによってさまざまである。しかしながら、ノンバイナリーの作家・編集者であるエリス・ヤングは、著書『ノンバイナリーがわかる本――heでもsheでもない、theyたちのこと』においてアメリカ合衆国やイングランド、スコットランド、ポルトガルでの事例を引いたうえで、いずれの国においても当事者たちが医療、特にメンタルヘルスの治療にアクセスする際に、程度の差はあれなんらかの問題に直面しがちであることを明らかにしている。ヤングによれば、医療スタッフ側のノンバイナリーに対する理解不足や、ジェンダー・アイデンティティ・ケアを行える医療施設であっても資金・人員不足に悩まされている状況などが、ノンバイナリー当事者たちのメンタルヘルスへの支障となっている。ヤングはまた同著において、医療提供側のノンバイナリーに関連する事象への理解不足は、当事者側の抱えるジェンダー以外の個人的な問題とジェンダーに由来する問題、それぞれ両者の関係・違いについて、受診した本人が理解することを妨げていると明らかにしたほか、当事者が円滑な治療のため、ノンバイナリーのアイデンティティを隠して「典型的なバイナリーのトランス女性」として振る舞わざるを得ない事例について紹介している。

### イギリスにおける医療現場での差別
スコットランド・トランス連盟は2015年に、過去2年のあいだにジェンダー・アイデンティティ・クリニック（以下GIC）を受診したノンバイナリー224名を対象として、彼らが受けた医療サービスに関する経験についての調査を行った。ノンバイナリーに自認しているために「必要な支援が受けられなかった」経験の有無について尋ねたところ、28%が「はい」、28%が「たぶん」、44%が「いいえ」と回答した。また、彼らの経験としては、治療拒否が13名（6%）、治療の遅延が12名（5%）、アイデンティティーに関する医療スタッフ側の知識の欠如が10名（5%）であった。GICにおいて圧迫を受けた経験の有無について尋ねたところ、43%が「はい」、12%が「わからない」、46%が「いいえ」と回答した。回答者のなかには、より「男女どちらか」らしい格好にするように圧迫を受けた者（36名、17%）、名前を変えるように言われた者（19.9%）、リアルライフ・エクスペリエンスの要件を満たすために社会的移行を行うように求められた者（13.6%）、性別適合手術を行うよう求められた者（13.6%）がいた。
英国法において、個々人は、出生証明書に記載された性別である男性・女性のどちらかであると国家によりみなされている。すなわち、同国の法律においてノンバイナリー・ジェンダーは認められていない。

### アメリカ合衆国
アメリカ合衆国の地方部に住むLGBTを対象とした調査において、トランスジェンダーやノンバイナリーの患者は、当人の他にもLGBTの患者が通院する医療機関を探す可能性が3倍高いことが示唆された。また、「過去1年間に、都市部に多いLGBT専用の医療機関に、調査対象のうち10人に1人が受診したことがある」という調査結果から、トランスジェンダー、ノンバイナリーの患者は他のLGBの集団と比較して、車で1時間以上かけて医療機関に通う可能性が高いことが明らかとなった。
NTDSの調査に回答したトランスジェンダーとジェンダー・ノーミングの回答者のうち、20.4%が医者や病院から医療サービスを受けようとした際に、11.9%が救急処置室での処置を受けようとした際に、4.6%が救急車を呼ぼうとした際に差別を経験したと報告した。

## 法的な差別

### オーストラリアにおける法的な差別
1984年性差別禁止法は、2013年の性差別禁止改正法（性的指向、性同一性およびインターセックス・ステータス）が制定されるまで、ノンバイナリーに対する差別を明示的に禁じていなかった。改正法は「性自認」、「インターセックス」に基づく差別を禁じたほか、「他の性」や「反対の性」といった用語は削除され、代わりに「異なる性」などの表現が用いられた。

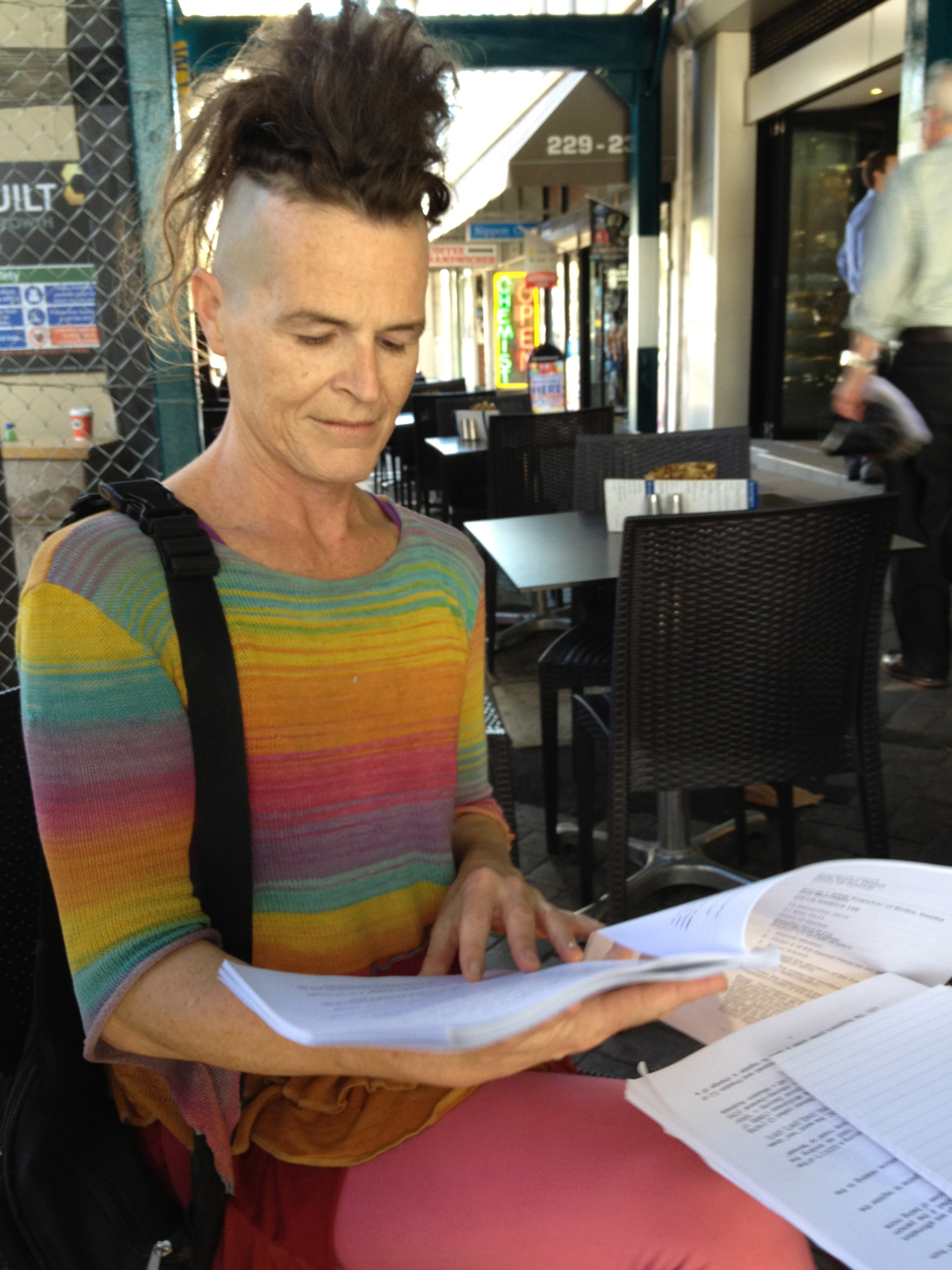
シドニー、マクアリー・ストリートで最高裁の判決文を読むノリー・メイ=ウェルビー　2013年

2014年、オーストラリア高等裁判所は、公的文書の性別欄におけるカテゴリとして、ノンバイナリーの地位を法的に認めた。ノリー・メイ＝ウェルビーは、公的文書に第三の性を記載できるように求めた自身の訴えが最終的に退けられた後、この訴えをオーストラリアの人権委員会と同委員会の上訴裁判所に持ちこんだ。2010年から続いた4年にわたる法的闘争ののち、ノリ―は最終的に勝訴した。この判決と、ニューサウスウェールズ州での合法化をうけ、オーストラリア首都特別地域は、非二元的なアイデンティティを認める法律の成立を決めた。その後、オーストラリアの他の州や地域もこの動きに追随した。

### カナダにおける法的な差別
2002年、ノースウェスト準州は、カナダ連邦の州として初めて、性自認が法のもとで差別から保護される集団であると明示する法律を定めた。2012年にはマニトバ州がこれに続いた。2015年には、カナダ国内のすべての州と地域が、それぞれの差別禁止法にたいして同様の改正をおこなった。
2017年、カナダは、国家によるノンバイナリーの公的な承認と、彼らに対する「性自認」や「ジェンダー表現」に基づいた差別からの法的な保護を定めるC-16法を制定した。

### イギリスにおける法的な差別
2019年現在、イギリスにおいて、性自認としてのノンバイナリーの地位は法的に認められていない。イギリスでは、トランスジェンダーを扱う法律として、性別移行に関する移行手続きについて定めた2004年ジェンダー承認法と、トランスジェンダーへの差別の禁止をうたった2010年平等法が存在するが、これらのいずれもノンバイナリーを対象としたものではない。
2004年ジェンダー承認法は、当人が公的文書に記載を望む性別として生活し、少なくとも2人の医療専門家から性同一性障害の診断を受けた後、ジェンダー承認パネルに性別の変更を申請することを認めている。しかし、同法律は、男性から女性への法的な性別の変更、あるいはその逆のパターンしか認めていない。
2010年平等法は、「トランスセクシュアル（性転換者）」という語を用い、男性/女性への医学的な性別移行を行っている人、または行っていると思われる人への保護を定めている。すなわち、男女のいずれにもアイデンティティをおかず、医学的な移行を伴わないノンバイナリーの人々は、同法律による保護の対象外である。したがって、現状においてノンバイナリーを自認する人々が法的な保護を受けられるのは、バイナリーのトランスとみなされて差別をうけた場合や、性別移行途上、またはその検討を行っていることによって差別を受けた場合に限られる。

### アメリカ合衆国における法的な差別
アメリカ合衆国のノンバイナリーは、同国の平均と比較して高い教育水準にある傾向が見られる:11。にもかかわらず、ノンバイナリーの90%がなんらかの差別を、しばしば職場でのハラスメントという形で経験している。ノンバイナリーを自認する人々のうち、19%が自身の性自認を理由に職を失ったことがあると報告している。現在、アメリカ合衆国において、明確にノンバイナリーに対する差別を禁じた法律は存在しない。しかしながら、2015年現在に提案されている連邦法、雇用差別禁止法では、「性自認」「性表現」といった、男性・女性のいずれにも定義できないジェンダー表現であるノンバイナリティが該当する用語が用いられている。
2004年、ジミー・スミスは自身の性別違和、ならびに男性から女性への性別移行について公表した後、勤務するオハイオ州セーレムの消防署から解雇された。地方裁判所は解雇の動機について、スミスの「ジェンダーに対する非同調」ではなく「トランスセクシャリティ」にあるとする判決を下した。本件は第6巡回区連邦控訴裁判所に控訴されたが、同裁判所によりこの判決は覆された。連邦巡回区控訴裁判所はまた、公民権法第7篇にうたわれる性差別は従来の性別の捉え方のみならずより、広く考慮されるべきであると明言した。
2015年現在、12の州が性自認にもとづく差別を禁じる法律を制定している。これらの法的な努力にもかかわらず、ノンバイナリーの人々は、男性または女性を自認する人々と比べ、身体的・性的暴力や警察によるハラスメントの標的となる傾向にある。これは、彼らのジェンダー表現に起因する可能性が高い。

#### 身分証明書
トランスジェンダー法律センターによると、アメリカ合衆国のトランスジェンダーのうち70%が身分証明書の更新を行えず、1/3が基本的なサービスを受けようとした際に嫌がらせや暴力にあったり、追い返され、また、1/3が性別移行後に書類の更新を行えていない。

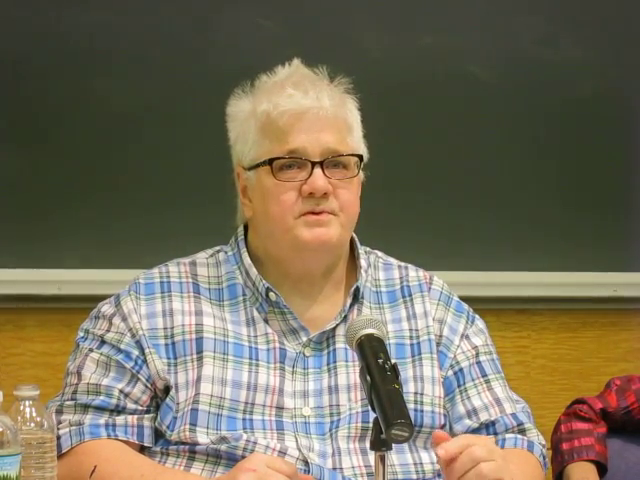
コロンビア・ロー・スクールで開催されたパネルに出席したダナ・ジム　2016年

2016年、アメリカ国務省は、元米兵でインターセックスであり、またノンバイナリーを自認するダナ・ジムのパスポート発行を拒否した件で、本人から提訴された。ジムはパスポートの、男女の項目しか存在しない性別欄に「インターセックス」と記入した。ジムへのパスポート発行拒否をきっかけに、LGBTQ擁護団体がジムの代理として国務省を提訴することとなった。擁護団体ラムダ・リーガルはパスポートにおける性中立的な言葉遣いと性別欄に第3の選択肢を設けることに賛意を示し、現行のパスポートは合衆国憲法のデュー・プロセス条項と平等保護条項を侵害していると主張した。これに対し国務省は、パスポートの性別欄に新しく性別を追加することは、なりすましやパスポート詐欺に対する同機関の取り組みを妨げると主張した。第10巡回区連邦控訴裁判所は、ジム側の主張を支持する判決を下し、合衆国史上はじめて連邦政府がノンバイナリーの地位を認めることとなった。
現在、カリフォルニア州とワシントンD.C.、ニューヨーク、ニューヨーク州、アイオワ州、バーモント州、オレゴン州、ワシントン州は、出生証明書の変更要件から外科手術の有無をすでに除外している。ワシントンD.C.を除き、これらの州・地域での出生証明書の変更において、変更を行う当事者は申請書の記入を行う必要はあるが、法的・医学的な証明は求められていない。ワシントンD.C.では、申請書の前半部を当人が、後半部を医療関係者・福祉関係者が記入する必要がある。上記の州・地域以外に住む当事者にとって、性別変更にあたり裁判所の命令を得ることが障害となりうる。テネシー州は、性別適合手術を受けての出生証明書上の性別変更を禁じる法令がある、唯一の州である。また、アイダホ州とオハイオ州でも状況はテネシー州と同様であるが、法令ではなく裁判所の決定に拠るものである。自治連邦区プエルトリコでは、いかなる場合でも身分証明書上の性別変更はできないとする判決を裁判所が下している。
カリフォルニア州では、2017年1月、サクラメントの州議会上院に「2017年ジェンダー承認法」が提出され、同年10月19日に州知事ジェリー・ブラウンによって署名され、法制化された。本法律は、第3の性別の選択肢としての「ノンバイナリー」を認め、運転免許証など、州が発行する書類上で、当人の性別をより正確に反映するためこの選択肢を用いることを認めた。本法案SB179は、州上院議員のトニ・アトキンスとスコット・ウィーナーらによって起草された。また、この法律は変更要件としての医師による宣誓陳述書を削除し、代わりに書類上の性別変更を望む本人の宣誓陳述書へと置き換えたことで、既存の書類の変更をより円滑に行えるようにした。本件に関し、NPO法人イクオリティ・カリフォルニアの事務局長は、「その個人の性自認は、当人に委ねられることです――判事や医者ではありません」とコメントしている。

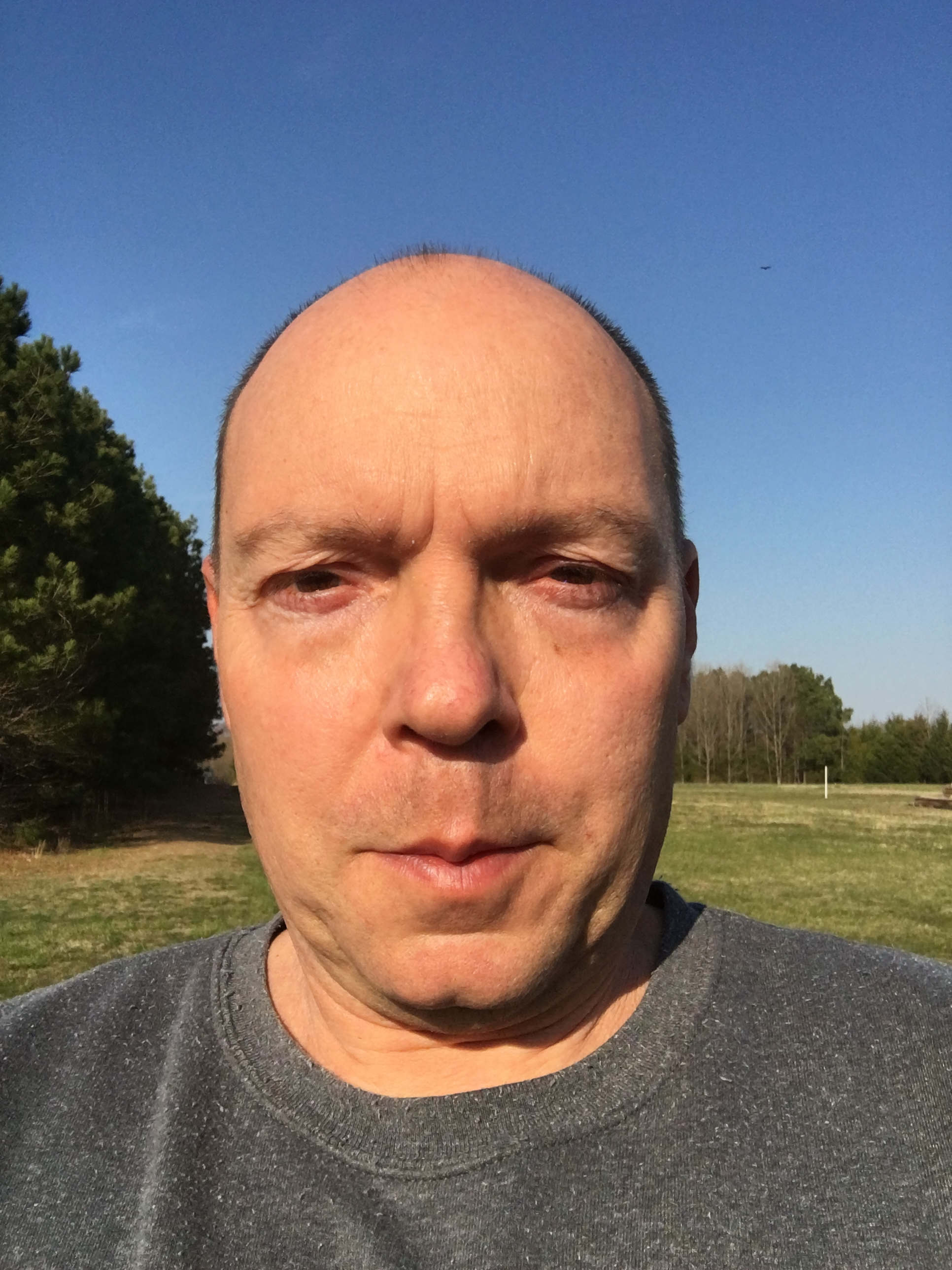
エリサ・レー・シュウプ　2018年

アメリカ合衆国市民として初めて裁判所からノンバイナリーとして認定を受けたのは、それぞれオレゴン州とカリフォルニア州に住む2人であった。オレゴン州のエリサ・レー・シュウプは短期間の法廷闘争を経て、2016年6月にノンバイナリーとして認定された。シュウプに続き、カリフォルニア州に住むサラ・ケリー・キーナンは同年9月に自身の性別表示を法的にノンバイナリーへと変更した。シュウプとキーナンの勝訴をうけ、より多くの人々が自身の性別表示をノンバイナリーへと変えるための法的行動をおこすこととなった。ノンバイナリー&インターセックス承認プロジェクトをはじめとした多くの団体のアシストにより、数十にのぼる訴状が認められた。また、多くの州が、州の身分証明書や出生証明書、または裁判所命令において、第3の性別を選択肢として提供するよう規則を変えることとなった。